# Tel Zehara
Tel Zehara (hebrejsky: תל זהרה) je pahorek a sídelní tel o nadmořské výšce - 95 metrů v severním Izraeli, v Charodském údolí.
Leží nedaleko od severovýchodního úpatí pohoří Gilboa, cca 4 kilometry západně od města Bejt Še'an a 1 kilometr severně od vesnice Nir David. Má podobu nevýrazného odlesněného návrší, které vystupuje z roviny Charodského údolí. Jde o významnou archeologickou lokalitu. Na severovýchodní straně probíhá hlavní vodní osa údolí - Nachal Charod, do které od pahorku směřuje pramen Ejn Zehara (עין זהרה). Okolí pahorku doplňují na severu a jihovýchodě četné umělé vodní nádrže. Na jih od Tel Zehara se rozkládá další pahorek Tel Zahron.